# Малая Евва
Малая Евва — река в России, протекает по Свердловской области. Устье реки находится в 17 км по правому берегу реки Большая Евва. Длина реки составляет 49 км. В 21 км от устья, по левому берегу реки впадает река Уншик.
Система водного объекта: Большая Евва → Лозьва → Тавда → Тобол → Иртыш → Обь → Карское море.

## Данные водного реестра
По данным государственного водного реестра России относится к Иртышскому бассейновому округу, водохозяйственный участок реки — Тавда от истока и до устья, без реки Сосьва от истока до водомерного поста у деревни Морозково, речной подбассейн реки — Тобол. Речной бассейн реки — Иртыш.
Код объекта в государственном водном реестре — 14010502512111200009359.